# تادهارو غوتو
تادهارو غوتو (مواليد 4 ديسمبر 1941) هو سبّاح ياباني، مثّل بلاده في الألعاب الأولمبية الصيفية 1964.

## روابط خارجية
تادهارو غوتو على موقع الاتحاد الدولي للسباحة (الإنجليزية)
- تادهارو غوتو على موقع أوليمبيديا (الإنجليزية)